# Gianpiero Macchi
Gianpiero Macchi (* 12. Juni 1941 in Cairate) ist ein ehemaliger italienischer Radrennfahrer.

## Sportliche Laufbahn
Macchi war im Straßenradsport aktiv. Als Amateur wurde er 1962 im Rennen der UCI-Straßen-Weltmeisterschaften beim Sieg seines Teamkollegen Renato Bongioni Siebenter. 1963 startete er in der Internationalen Friedensfahrt und wurde 24. des Endklassements. Er siegte in jener Saison im Eintagesrennen Medaglia d’Oro Città di Monza.
1963 wurde er Berufsfahrer im Radsportteam Ignis und blieb bis 1970 als Profi aktiv. 1968 gewann er den Grand Premio Città di Camaiore. Im Grand Premio Cemab 1966 wurde er Zweiter hinter Giuseppe Grassi sowie im Rennen Sassari–Cagliari hinter Pasquale Fabbri.
Im Giro d’Italia startete er viermal. 1965 wurde er 77., 1966 75. des Gesamtklassements, 1964 und 1970 schied er aus.

### Anmerkung
In einigen Medien ist sein Vorname Giampiero.